# Monét X Change
Monét X Change (Brooklyn, Nova Iorque, 19 de fevereiro de 1990), nome artístico de Kevin Bertin, é uma drag queen, cantora e personalidade de televisão norte-americana. É reconhecida por ter competido na décima temporada de RuPaul's Drag Race, onde conquistou o título de Miss Simpatia, e por ter vencido a quarta temporada de RuPaul's Drag Race: All Stars juntamente com Trinity The Tuck, tornando-se no primeiro duo a partilhar a coroa.

## Início de vida
Nasceu em Brooklyn, Nova Iorque, fixando-se com seis meses de idade em Castries, Santa Lúcia, com a sua família. De regresso aos Estados Unidos com dez anos de idade, residiu no Bronx e depois em East Flatbush, Brooklyn. Em idade adulta, fixou residência no Bronx.
Academicamente, estudou na Professional Performing Arts School em Manhattan, prosseguindo os seus estudos em performance de ópera no Westminster Choir College, um reconhecido e histórico conservatório de música, gerido pela Rider University, em New Jersey.
Como Monét X Change participou em inúmeros concursos de beleza e de talentos para drag queens, integrando a família drag Davenport. A sua mãe drag é Honey Davenport, reconhecida por participar em concursos de beleza e por ter participado na franquia de RuPaul's Drag Race. Em 2014, Monét X Change venceu o seu primeiro concurso no sexto Concurso Gay Caribbean dos EUA, no qual representava a ilha de Santa Lúcia.

## Carreira
Em 2018, Monét X Change foi escolhida para integrar o elenco das catorze concorrentes que competiram na décima temporada de RuPaul's Drag Race, classificando-se em sexto lugar na tabela geral. Durante a temporada, para um desafio de passarela, fez um vestido decorado com esponjas de cozinha, que se tornou viral e alvo de piada durante o resto da série. Inspirando vários memes entre os fãs online, o Twitter oficial de Spongebob SquarePants também fez referência ao vestido de Monét X Change em um de seus tweets. No final da temporada, apesar de ter sido eliminada no 10º episódio, foi nomeada Miss Simpatia, tornando-se na primeira detentora do título a ser votada em unanimidade pelas suas colegas concorrentes. 
Posteriormente, ainda no mesmo ano, foi apresentadora da série da WOWPresents "Monét's Herstory X Change" e uma das co-apresentadoras do podcast "Sibling Rivalry", com sua irmã drag Bob the Drag Queen. Um dos momentos mais marcantes do podcast, resultou da polémica do duo desafiar via Twitter a rapper Azealia Banks a ir ao programa, quando esta tinha ameaçado processar RuPaul por plagiar a música "Call Me Mother". Pouco depois, após responder ao tweet de Monét X Change, a conta online de Azelia Banks foi desativada.
Em 2019, participou num vídeo publicitário da Pepsi com a rapper Cardi B, numa curta metragem para o album Madame X de Madonna e foi concorrente na quarta temporada do programa RuPaul's Drag Race: All Stars, tornando-se na primeira vencedora afro-americana do formato e integrando o primeiro duo a partilhar a coroa e título, ao ser nomeada vencedora juntamente com Trinity The Tuck. Mais tarde, em 2022, voltou a competir na sétima temporada do programa, desta vez apenas para ex-concorrentes vencedoras do título. Terminou em segundo lugar, perdendo o título de Rainha das Rainhas para Jinkx Monsoon.

### Música
Classicamente treinada como cantora de ópera, possuiu uma voz baixa. Na escola, interpretou papéis como Sarastro em A Flauta Mágica e Colline em La Bohéme.
Em 28 de fevereiro de 2018, Monét X Change lançou uma cover de "Strange Fruit", de Billie Holiday, e um videoclip no YouTube. Dois meses depois, em 25 de maio de 2018, no mesmo dia do lançamento do seu episódio de eliminação no programa Drag Race, lançou seu primeiro single original, "Soak It Up". O videoclip oficial apresentava Bob the Drag Queen e Monique Heart.
Em 2019, lançou o seu EP Unapologetically e o single "There for You".

## Filmografia

### Televisão
| Ano  | Título                                   | Papel                                      | Notas                                |
| ---- | ---------------------------------------- | ------------------------------------------ | ------------------------------------ |
| 2017 | Dating My Mother                         | Drag Queen                                 | Filme de televisão                   |
| 2018 | RuPaul's Drag Race                       |                                            | Concorrente (Temporada 10, 6° Lugar) |
| 2018 | RuPaul's Drag Race: Untucked             |                                            | Concorrente (Temporada 10, 6° Lugar) |
| 2018 | What Would You Do?                       | Convidada                                  |                                      |
| 2019 | RuPaul's Drag Race: All Stars            | Concorrente (Temporada 4, Vencedora)       |                                      |
| 2019 | Brunch with Tiffany                      | Convidada                                  |                                      |
| 2019 | The View                                 | Convidada                                  |                                      |
| 2019 | RuPaul's Drag Race                       | Convidada (Temporada 11)                   |                                      |
| 2020 | RuPaul's Secret Celebrity Drag Race      | Mentora (Temporada 1)                      |                                      |
| 2020 | RuPaul's Drag Race All Stars             | Convidada "Lipsync Assassin" (Temporada 5) |                                      |
| 2020 | Lovecraft Country                        | Drag Queen                                 | 1 Episódio                           |
| 2021 | CBS This Morning                         |                                            | Convidada                            |
| 2021 | The Bachelorette                         | Convidada (Temporada 17)                   |                                      |
| 2022 | The Kelly Clarkson Show                  | Convidada                                  |                                      |
| 2022 | Getting Curious with Jonathan Van Ness   | Programa da Netflix                        |                                      |
| 2022 | RuPaul's Drag Race: All Stars            | Concorrente (Temporada 7, 2º Lugar)        |                                      |
| 2022 | RuPaul's Drag Race All Stars: Untucked   | Concorrente (Temporada 7, 2º Lugar)        |                                      |
| 2022 | Trixie Motel                             | Convidada                                  |                                      |
| 2022 | RuPaul's Secret Celebrity Drag Race      | Mentora (Temporada 2)                      |                                      |
| 2022 | Canada's Drag Race: Canada vs. the World | Jurada Convidada                           |                                      |
| 2022 | Huluween Dragstravaganza                 | Programa da Hulu                           |                                      |
| 2022 | Close Enough                             | Margo                                      | Programa da HBO Max                  |
| 2023 | The Simpsons                             |                                            | 1 Episódio                           |
| 2024 | RuPaul's Drag Race All Stars             | Convidada (Temporada 9)                    |                                      |
| 2024 | Everybody Still Hates Chris              | Titney Houston                             | 1 Episódio                           |
| 2025 | Survival of the Thickest                 |                                            | Convidada                            |

## Discografia

### EPs
- Unapologetically (2019)